# Еппл-Веллі (Юта)
Еппл-Веллі (англ. Apple Valley) — місто (англ. town) в США, в окрузі Вашингтон штату Юта. Населення — 855 осіб (2020).

## Географія
Еппл-Веллі розташований за координатами 37°4′54″ пн. ш. 113°6′18″ зх. д. / 37.08167° пн. ш. 113.10500° зх. д. (37.081732, -113.105012).  За даними Бюро перепису населення США в 2010 році місто мало площу 105,53 км², уся площа — суходіл.

## Демографія
Згідно з переписом 2010 року, у місті мешкала 701 особа в 238 домогосподарствах у складі 181 родини. Густота населення становила 7 осіб/км².  Було 295 помешкань (3/км²).
Расовий склад населення:
| - 94,3 % — білих - 3,0 % — корінних американців - 0,1 % — азіатів - 1,3 % — осіб інших рас |

До двох чи більше рас належало 1,3 %. Частка іспаномовних становила 3,3 % від усіх жителів.
За віковим діапазоном населення розподілялося таким чином: 31,4 % — особи молодші 18 років, 55,5 % — особи у віці 18—64 років, 13,1 % — особи у віці 65 років та старші. Медіана віку мешканця становила 36,4 року. На 100 осіб жіночої статі у місті припадало 100,9 чоловіків;  на 100 жінок у віці від 18 років та старших — 103,0 чоловіків також старших 18 років.
Середній дохід на одне домашнє господарство  становив 62 010 доларів США (медіана — 55 227), а середній дохід на одну сім'ю — 67 890 доларів (медіана — 62 717). Медіана доходів становила 50 417 доларів для чоловіків та 37 174 долари для жінок. За межею бідності перебувало 13,2 % осіб, у тому числі 17,2 % дітей у віці до 18 років та 1,8 % осіб у віці 65 років та старших.
Цивільне працевлаштоване населення становило 397 осіб. Основні галузі зайнятості: освіта, охорона здоров'я та соціальна допомога — 20,7 %, мистецтво, розваги та відпочинок — 13,1 %, роздрібна торгівля — 12,1 %.